# Замок Дун (Оффалі)
За́мок Дун (англ. Doon Castle) — один із замків Ірландії, розташований в графстві Оффалі. У давні часи цей замок був відомий як замок Ескер.

## Історія замку Дун (Ескер)
Згідно досліджень Метью де Рензі замок Ескер побудували англійські колоністи, але потім він був зруйнований ірландськими кланами, що відвойовували свої землі. Замок був зруйнований ірландський кланом Мак Кохлан. Потім він був відновлений родиною Нуджент. Нудженти для відновлення замку використали матеріали старого замку. У 1556 році замком володів Рорі О'Муні. Існує кілька переказів та легенд про «бійню в замку Ескер». Але вони всі сумнівні. Згідно однієї легенди О'Муні запросили в гості ватажків ірландських кланів, з якими колись вони ворогували — нібито для примирення, а потім всіх несподівано перебили під час святкового обіду. Згідно іншого переказу, на замок напав ірландських клан Мак Кохлан, замок вистояв, але обіцяв в обмін на мир платити данину молоеом. Існує ще переказ, що англійський капітан Муні воював з кланом Мак Кохлан, був поранений, сховався в замку Ескер і наказав зачинити за ним ворота, що врятувало замок від захоплення. Так чи інакше замком володів рід О'Муні і родини, які були зв'язані з ними шлюбом. Довгий час замком володів Овен Муні з 1620 року, аж доки замок і землі не були в нього конфісковані в 1650 році Олівером Кромвелем після придушення повстання за незалежність Ірландії. Замок загадується в описах баронств Ірландії, що датується 1657 роком. У замку жили люди до 1775 року, потім замок був закинутий і перетворився на руїну.
На стінах замку збереглись скульптурні і рельєфні зображення, зокрема «шела-на-гіг» — зображення, що мало відлякувати від замку злих духів, вирізане на камені на рівні першого поверху. Нині замок лежить в руїнах.
Руїни замку являють собою триповерхову вежу, що стоїть на скелі. Стіни завтовшки до 2 м. Крім основної вежі збереглися залишки оборонного мура. У вежі зберігся дверний отвір та бійниці.